# Maria Oakey Dewing

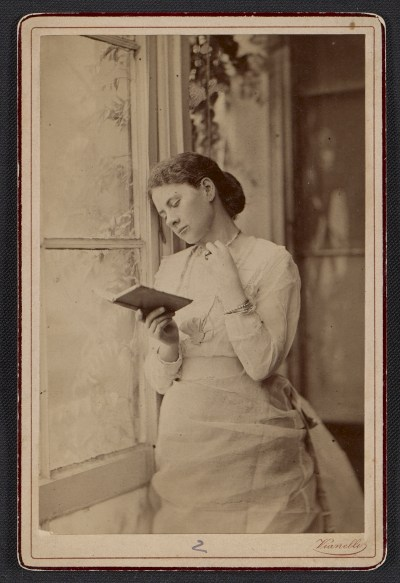
Maria Oakey Dewing Fotografie von Fratelli Vianelli (zwischen 1875 und 1885).

Maria Oakey Dewing [məˈɹiːə ˈoʊki ˈduːɪŋ] (* 27. Oktober 1845 in New York; † 13. Dezember 1927 ebenda) war eine US-amerikanische Malerin und die Ehefrau von Thomas Dewing.

## Leben
Dewings Mutter, Sally Sullivan, stammte aus Boston. In London war Sullivan die Frau des Malers Gilbert Stuart Newton, der seinerseits ein Neffe von Gilbert Stuart war. 1835 verwitwet, kehrte Sullivan nach Amerika zurück und heiratete William Francis Oakey, mit dem sie zehn Kinder hatte, von denen sechs überlebten. 
Maria Oakey studierte an der Cooper Union (School of Design for Women) in New York, danach von 1871 an der National Academy of Design, wo sie auch nach dem lebenden Modell arbeitete. 1875 verließen mehrere Studenten, darunter Oakey, die Academy und gründeten die Art Students League.
1872 und 1873 lernte Oakey bei John La Farge, den sie als Blumenmaler schätzte. Auf Anregung von La Farge veranstalteten Oakey und weitere Malerinnen 1875 eine eigene Ausstellung bei Cottier and Company, die als Gegenstück zum Salon des Refusés angesehen wird, und als Startpunkt einer amerikanischen Kunstbewegung. Einige Jahre später wurde die Society of American Artists gegründet.
In der Mitte des Jahres 1876 brach Oakey nach Europa auf, wo sie bei Thomas Couture studierte und außer Frankreich auch Großbritannien und Italien besuchte. Im Jahr 1880 hatte Oakey sich in Amerika als Malerin etabliert. Im Oktober desselben Jahres lernte sie Thomas Dewing kennen und entschied sich schon bald den sechs Jahre jüngeren Maler zu heiraten. Seit 1883 schränkte sie ihre eigene Arbeit zugunsten ihres Mannes ein und malte Hintergründe in seinen Werken. Beginnend 1886 verbrachte das Paar die Sommer in Cornish und erwarb ein Haus mit Garten. Maria Dewing, die vor und in der Anfangszeit ihrer Ehe Porträts gemalt hatte, malte hier Blumenbilder, die zu den besten Werken ihrer Karriere zählen. Mit den Dewings im Zentrum entwickelte sich Cornish zur Künstlerkolonie. 1894 brachen die Dewings nach Europa auf und 1895 richteten sie sich in Giverny ein, wo Maria Dewing das Gemälde „Garden in May“ begann, ihr heute bekanntestes Werk. Im Frühjahr 1907 fand die erste Einzelausstellung in der Pennsylvania Academy of the Fine Arts statt. Sie starb in ihrem Atelier an einem Herzanfall. Lange Zeit wurden Werke von ihr am Kunstmarkt höher bewertet, als die ihres berühmteren Mannes.

## Werke (Auswahl)

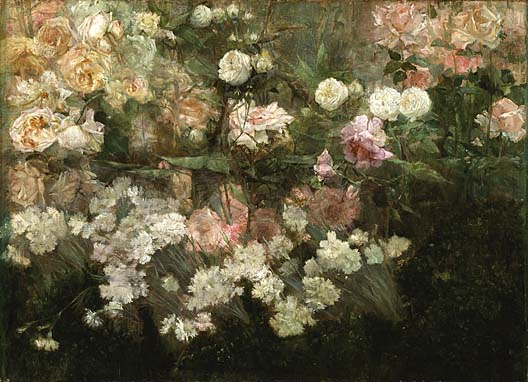
Garten im Mai (1895)
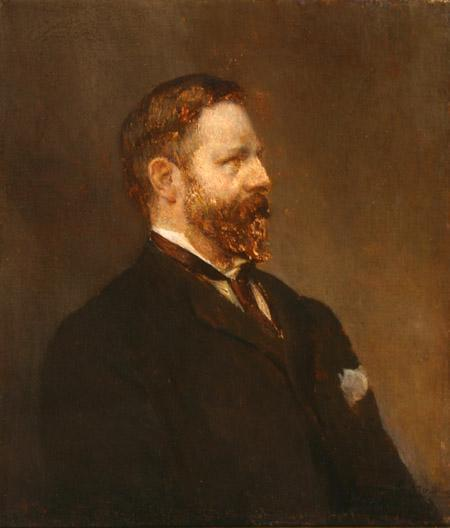
Porträt von  Dr. Charles Carroll Lee (1914)

- Iris at Dawn, 1899, Öl auf Leinwand, 64,1 × 79,4 cm, Hood Museum of Art, Hanover, New Hampshire
- A Rose Garden, 1901, Öl auf Leinwand